# Bulgae
Bul-Gae (coreano: 불 개 perro de fuego) son los míticos perros de fuego en la mitología coreana, son bestias perro del reino de la oscuridad que siempre persiguen al sol y la luna, causando eclipses cuando muerden ambos cuerpos celestes.

## Mito
En la mitología coreana, las narraciones y leyendas cosmológicas como la leyenda "Isik, Wolsik" explican el fenómeno del eclipse con los perros Bul-Gae.
Según el mito registrado en el Hangugui-Seolwo (Mitos populares de Corea), había muchos reinos del cielo. Uno de ellos, el reino de las tinieblas, se llamaba Gamangnara (el mundo oscuro). El rey de Gamangnara se cansó de la oscuridad y deseó la luz del sol y la luna. Envió a uno de los gigantescos perros de fuego, el Bul-Gae, perteneciente a uno de sus súbditos del mundo oscuro, para perseguir al sol y llevarlo a su reino. Sin embargo, cuando el Bul-gae intentó morder el sol, el sol estaba demasiado caliente, quemándole la boca y tuvo que dejarlo ir. El rey de las tinieblas se enojó y luego envió a otro Bul-Gae más feroz a buscar la luna al menos. Cuando el Bul-Gae mordió la luna, la luna estaba demasiado fría, congeló la boca del perro y tuvo que dejarla ir también, lo que enfureció a su amo. El rey siempre envía a sus perros, intentan traer la luz, pero siempre fallan y corren de regreso a Gamangnara. Cuando el Bulgae muerde al sol, se llama eclipse solar;  cuando muerden la luna, es un eclipse lunar. Durante los eclipses, se creía que las partes oscuras que cubrían el sol y la luna eran las partes mordidas y cubiertas por las bocas del Bul-Gae.
Este mito recuerda bastante al mito nórdico del lobo chtonico Sköll, gigante y monstruoso, que siempre caza a Sól, la diosa del sol y se la comerá en el Ragnarök, y su hermano Hati, que cumple el mismo papel con Máni, la luna personificada. El mito de Bul-Gae también comparte similitudes con el villano serpiente hindú, Rahu, que persigue al sol y trata de tragarlo, creando eclipses solares, así como la serpiente dragón de la mitología eslava Zmej, que intenta tragarse el sol en el cielo durante las tormentas de lluvia y puede absorber y robar su poder al tomar el sol.

## Raza de perro Bul-Gae
En Corea del Sur, en la provincia de Daegu-Gyeongbuk, una antigua raza de perro casi extinta se llama Bul-Gae. El nombre de esta raza se refiere a su obvio parecido con las míticas bestias perro, con su pelaje y uñas completamente rojizo-granate, nariz color ámbar y ojos color ámbar. El perro se parece mucho a la raza de perro de Chindo, con la cola espesa y rizada y las orejas puntiagudas, solo con la excepción del abrigo granate profundo. Los parecidos son arcaicos y sugieren alguna relación con Jindos, Inu Shibas y lobos asiáticos, especialmente los lobos de Sobaeksan. La altura promedio de Bul-Gae sería de 50–55 cm a la cruz y el peso promedio oscilaría entre 15 y 25 kg. En la década de 1990, esta raza canina estaba en peligro de extinción debido a la cocina coreana de carne de perro. En 2012, la raza se salvó de la aniquilación completa por los esfuerzos de la Universidad de Dongyang, investigando y criando nuevamente los 20 últimos perros individuales.

## En cultura popular
La compañía de diseño japonesa Kikkerland vende un pequeño perro Bul-Gae linterna, diseñado por Kyungmi Moon, uno de los ganadores del 'Kikkerland Design Challenge' coreano en 2013. La linterna es pequeña y con forma de perro de Chindo, con la bombilla enmarcada por un anillo negro, donde el morro y los ojos, el resto de la cabeza y el cuerpo completamente rojos. Están basados en los míticos Bul-Gae por su conexión mítica a luz y oscuridad.